# Rżawiec (łomowskoje sielskoje posielenije)
Rżawiec (ros. Ржавец) – wieś (dieriewnia) w Rosji, w obwodzie orłowskim, w rejonie zalegoszczeńskim. W 2010 liczyła 386 mieszkańców.